# Shinhan Financial Group
Shinhan Financial Group — крупнейшая финансовая группа Южной Кореи. Обслуживает 10,7 млн розничных клиентов. Является холдинговой компанией, управляющей такими дочерними структурами, как коммерческий Shinhan Bank, региональный Jeju Bank, компания по выпуску кредитный карт Shinhan Card, инвестиционная компания Shinhan Investment и страховая компания Shinhan Life Insurance. В 2021 году группа заняла 248-е место в списке Forbes Global 2000.

## История
Shinhan Bank был основан в 1982 году и стал первым в Южной Корее банком, созданным полностью на частные средства (в основном корейской диаспоры в Японии). 1 сентября 2001 года на основе банка была создана первая в Корее финансовая группа Shinhan Financial Group, к 2003 году вышедшая на второе место на рынке финансовых услуг Кореи. В 2008 году, сравнительно успешно выдержав финансовый кризис 2007—08 годов, стала лидером отрасли.
В 2002 году в состав группы вошёл Jeju Bank, были созданы дочерние компании по выпуску и обслуживанию кредитных карт и страхованию жизни. В 2003 году был куплен Choheung Bank. В 2008 году получила лицензию от Федеральной резервной системы США и вошла в листинг Нью-Йоркской фондовой биржи. В 2011 году с BNP Paribas было основано совместное предприятие по управлению активами Shinhan BNP Paribas Asset Management (Hong Kong) Limited. В 2017 году были созданы отделы глобального инвестиционного банкинга и глобальных брокерских услуг. В 2018 году группа вышла на рынок Мексики и укрепила позиции во Вьетнаме, купив Prudential Vietnam Finance Company (ранее здесь уже работали Shinhan Bank Vietnam и ANZ Bank). В 2019 году было завершено поглощение Asia Trust, а в сентябре 2020 года в состав группы вошла компания Neoplux.

## Деятельность
Размер активов на конец 2020 года составил 605 трлн южнокорейских вон, из них 356 трлн составили выданные кредиты; принятые депозиты составили 326,4 трлн вон. Внутренний рынок приносит около 90 % операционной прибыли.
Подразделения:
- Банковские операции — коммерческий банкинг; операционная прибыль 2,802 трлн вон.
- Кредитные карты — выпуск и обслуживание кредитных карт; операционная прибыль 887 млрд вон.
- Ценные бумаги — андеррайтинг и торговля ценными бумагами; операционная прибыль 373 млрд вон.
- Страхование жизни — страхование жизни и сопутствующие услуги; операционная прибыль 568 млрд вон.
- Прочее — лизинг, управление активами и другая деятельность; операционная прибыль 337 млрд вон[1].

## Акционеры
Крупнейшие акционеры на 2021 год:
- Национальная пенсионная служба Кореи (9,8 %)
- Shinhan Financial Group Co., Ltd. ESOA (4,7 %)
- Centennial Investments Ltd. (3,9 %)
- BNP Paribas (3,6 %)
- Supreme LP (3,6 %)
- BlackRock Fund Advisors (2,4 %)
- The Vanguard Group (2,2 %)
- Government of Singapore (1,8 %)
- RBC Global Asset Management (UK) Ltd. (1,0 %)
- Norges Bank Investment Management (0,9 %)[4]

## Дочерние комрании
- Shinhan Bank (Республика Корея)
- Shinhan Card Co., Ltd. (Республика Корея)
- Shinhan Investment Corp. (Республика Корея)
- Shinhan Life Insurance Co., Ltd. (Республика Корея)
- Orange Life Insurance Co., Ltd. (Республика Корея)
- Shinhan Capital Co., Ltd. (Республика Корея)
- Jeju Bank (75,3 %, Республика Корея)
- Shinhan Credit Information Co., Ltd. (Республика Корея)
- Shinhan Alternative Investment Management Inc. (Республика Корея)
- Shinhan BNP Paribas Asset Management Co., Ltd. (65 %, партнёрство с BNP Paribas, Республика Корея)
- SHC Management Co., Ltd. (Республика Корея)
- Shinhan DS (Республика Корея)
- Shinhan Savings Bank (Республика Корея)
- Asia Trust Co., Ltd. (60 %, Республика Корея)
- Shinhan AITAS Co., Ltd. (99,8 %, Республика Корея)
- Shinhan REITs Management Co., Ltd. (Республика Корея)
- Shinhan AI Co., Ltd. (Республика Корея)
- Neoplux Co., Ltd. (Республика Корея)
- Shinhan Bank Shinhan Asia Limited (99,9 %, Гонконг)
- Shinhan Bank America (США)
- Shinhan Bank Europe GmbH (Германия)
- Shinhan Bank Cambodia (Камбоджа)
- Shinhan Bank Kazakhstan Limited (Казахстан)
- Shinhan Bank Canada (Канада)
- Shinhan Bank (China) Limited (КНР)
- Shinhan Bank Japan (Япония)
- Shinhan Bank Vietnam Ltd (Вьетнам)
- Banco Shinhan de Mexico (99,9 %, Мексика)
- PT Bank Shinhan Indonesia (99 %, Индонезия)
- Shinhan Bank Japan SBJDNX (Япония)
- Shinhan Card Co., Ltd. LLP MFO Shinhan Finance (Казахстан)
- PT. Shinhan Indo Finance (50 %, Индонезия)
- Shinhan Microfinance Co., Ltd. (Мьянма)
- Prudential Vietnam Finance (Вьетнам)
- Shinhan Investment Corp. USA Inc. (США)
- Shinhan Investment Corp. Asia Ltd. (Гонконг)
- Shinhan Securities Vietnam Co., Ltd. (Вьетнам)
- PT. Shinhan Sekuritas Indonesia (99 %, Индонезия)
- PT. Shinhan Asset Management Indonesia (75 %, Индонезия)
- Shinhan Financial Plus (Республика Корея)
- Shinhan BNP Asset MGT HK Ltd. (Гонконг)
- Shinhan DS Vietnam Co., Ltd. (Вьетнам)[1]